# Athysanus pauperculus
Athysanus pauperculus är en insektsart som beskrevs av Flor 1861. Athysanus pauperculus ingår i släktet Athysanus och familjen dvärgstritar. Inga underarter finns listade i Catalogue of Life.